# هیدروپس فتالیس
هیدروپْسْ فِتالیس (به انگلیسی: Hydrops fetalis) یا هیدروپس جنینی به تجمع مایع و خیز (ادم) در اندام‌های جنین گفته می‌شود که حداقل در دو بخش مختلف مشاهده شود.

## بخش‌های درگیر بیماری
هیدروپس فتالیس ممکن است در قسمت‌های زیر مشاهده شود.
- پوست سر
- اطراف ریه که به آن پلورال افیوژن گفته می‌شود
- اطراف قلب که به آن پریکاردیال افیوژن گفته می‌شود
- اطراف شکم که آب‌آوردگی شکم (آسیت) نیز نامیده می‌شود

## انواع خیز جنینی و علت آن
هیدروپس فتالیس معمولاً ناشی از کم‌خونی جنین است، زمانی که قلب برای رساندن مقدار ثابتی از اکسیژن نیاز به فعالیت بیشتری دارد. علت این کم خونی می‌تواند دستگاه ایمنی باشد یا عللی غیر از دستگاه ایمنی داشته باشد.

### علل ایمنی
- ناسازگاری RH و گاهی در اثر ناسازگاری گروه‌های خونی فرعی ایجاد می‌شود. ولی ناسازگاری ABO موجب هیدروپس جنین نمی‌شود.

### علل غیرایمنی
- کم خونی فقر آهن
- سوپراونتریکولار تاککاردیا که منجر به نارسایی قلبی شود
- کمبود آنزیم بتا گلوکرونیداز که منجر به بیماری ذخیره لیزوزومال یا موکوپلی ساکاریدوز نوع ۷ شود
- اختلال مادرزادی گلیکولاسیون
- ابتلای مادر به پارواویروس بی۱۹ در زمان بارداری
- ابتلای مادر به سیتومگالوویروس
- ابتلای مادر به سفلیس
- ابتلای مادر به دیابت
- تالاسمی آلفا
- بیماری نیمن پیک نوع C و بیماری گوشه نوع ۲
- سندرم ترنر
- تومورها، شایعترین تومور در جنین تراتوم می‌باشد.
- سندرم انتقال خون بین دوقلوها
- پرکاری تیروئید مادر
- نقص قلبی و اسکلتی جنین

## تشخیص
تشخیص هیدروپس فتالیس از طریق سونوگرافی قابل تشخیص می‌باشد.

## درمان
درمان هیدروپس فتالیس بستگی به علت آن دارد و در مورد جنین‌هایی که مبتلا به کم خونی شدید می‌باشند، درمان از طریق تزریق خون امکانپذیر است.